# Patinage artistique aux Jeux olympiques de la jeunesse d'hiver de 2012
Navigation
2016
Les épreuves de patinage artistique aux Jeux olympiques de la jeunesse d'hiver de 2012 ont eu lieu à l'OlympiaWorld, à Innsbruck en Autriche, du 14 au 22 janvier 2012. Uniquement pour les Jeux olympiques de la jeunesse, il y aura une compétition par équipes mixtes de CNO.

## Médailles

### Tableau des médailles
| Rang  | Nation       | Or | Argent | Bronze | Total |
| ----- | ------------ | -- | ------ | ------ | ----- |
| 1     | Russie       | 2  | 3      | 3      | 8     |
| 2     | Chine        | 2  | 0      | 1      | 3     |
| 3     | Japon        | 1  | 1      | 0      | 2     |
| 4     | États-Unis   | 1  | 0      | 0      | 1     |
| 4     | Biélorussie  | 1  | 0      | 0      | 1     |
| 6     | Ukraine      | 0  | 2      | 0      | 2     |
| 7     | Finlande     | 0  | 1      | 0      | 1     |
| 8     | France       | 0  | 0      | 1      | 1     |
| 8     | Kazakhstan   | 0  | 0      | 1      | 1     |
| 8     | Corée du Sud | 0  | 0      | 1      | 1     |
| Total | Total        | 4  | 4      | 4      | 12    |

### Épreuves
| Épreuves                                                   | Or                                                                         | Argent                                                                             | Bronze                                                                          |
| ---------------------------------------------------------- | -------------------------------------------------------------------------- | ---------------------------------------------------------------------------------- | ------------------------------------------------------------------------------- |
| Individuel hommes résultats détaillés                      | Han Yan                                                                    | Shoma Uno                                                                          | Feodosiy Efremenkov                                                             |
| Individuel femmes résultats détaillés                      | Elizaveta Tuktamysheva                                                     | Adelina Sotnikova                                                                  | Li Zijun                                                                        |
| Couples résultats détaillés                                | Yu Xiaoyu / Jin Yang                                                       | Lina Fedorova / Maxim Miroshkin                                                    | Anastasia Dolidze / Vadim Ivanov                                                |
| Danse sur glace résultats détaillés                        | Anna Yanovskaya / Sergey Mozgov                                            | Aleksandra Nazarova / Maxim Nikitin                                                | Maria Simonova / Dmitri Dragun                                                  |
| Compétition par équipes mixtes par CNO résultats détaillés | Shoma Uno (JPN) Jordan Bauth (USA) Eugenia Tkachenka / Yuri Gulitski (BLR) | Yaroslav Paniot (UKR) Eveliina Viljanen (FIN) Maria Simonova / Dmitri Dragun (RUS) | Alexander Lyan (KAZ) Park So-youn (KOR) Estelle Elizabeth / Romain Le Gac (FRA) |

## Éligibilité
Pour être éligible aux Jeux olympiques de la jeunesse d'hiver 2010, les athlètes doivent être nés entre le 1er janvier 1996 et le 31 décembre 1997.
Exception: Les patineurs en couple ou en danse sur glace doivent être nés entre le 1er janvier 1994 et le 31 décembre 1997.

## Système de qualification
Le quota total pour la compétition de patinage artistique est de 76 patineurs, consistant en 38 hommes et 38 femmes. Il y aura 16 patineurs dans chacune des épreuves en simple (hommes et femmes), 10 paires pour l'épreuve de couples et 12 duos pour la danse sur glace. Le nombre maximal d'athlètes qui peuvent être qualifiés par un comité national olympique est de 2 par épreuve, soit 12 (6 hommes, 6 femmes) au maximum pour un pays.
Si un pays a placé un patineur sur le podium d'une discipline des championnats du monde junior de patinage artistique 2011, il obtient deux places pour ces disciplines aux JOJ. Toutes les autres nations peuvent inscrire un athlète jusqu'à le quota de 12 pour chaque épreuve individuelle, 7 pour les couples et 9 pour la danse sur glace soit atteint. Il y a encore également quatre places pour chaque épreuve individuelle et trois pour l'épreuve de couples/danse sur glace lors du Grand Prix Junior ISU 2011–2012.

## Résultats

### Individuel hommes
L'épreuve s'est déroulée le 14 janvier pour le programme court et le 16 pour le programme libre avec 16 concurrents.
| Rang                                | Nom                        | Pays         | Total points | Points programme court (rang) | Points programme libre (rang) |
| ----------------------------------- | -------------------------- | ------------ | ------------ | ----------------------------- | ----------------------------- |
| Médaille d'or, Jeux olympiques      | Yan Han                    | Chine        | 192,45       | 59,65 (1)                     | 132,80 (1)                    |
| Médaille d'argent, Jeux olympiques  | Shoma Uno                  | Japon        | 167,15       | 51,52 (6)                     | 115,63 (2)                    |
| Médaille de bronze, Jeux olympiques | Feodosi Efremenkov         | Russie       | 163,46       | 54,70 (2)                     | 108,76 (5)                    |
| 4                                   | Lee June-Hyoung            | Corée du Sud | 160,99       | 50,93 (7)                     | 110,06 (4)                    |
| 5                                   | Niko Ulanovsky             | Allemagne    | 158,47       | 54,03 (4)                     | 104,44 (6)                    |
| 6                                   | Shu Nakamura               | Japon        | 154,22       | 42,34 (10)                    | 111,88 (3)                    |
| 7                                   | Michael Christian Martinez | Philippines  | 151,60       | 54,35 (3)                     | 097,25 (7)                    |
| 8                                   | Timofei Novaikin           | France       | 147,23       | 52,17 (5)                     | 094,76 (9)                    |
| 9                                   | Yaroslav Paniot            | Ukraine      | 132,55       | 36,04 (13)                    | 096,51 (8)                    |
| 10                                  | Nicola Todeschini          | Suisse       | 128,98       | 44,02 (9)                     | 084,96 (11)                   |
| 11                                  | Tino Olenius               | Finlande     | 127,12       | 46,03 (8)                     | 081,09 (12)                   |
| 12                                  | Carlo Vittorio Palermo     | Italie       | 125,55       | 39,29 (12)                    | 086,26 (10)                   |
| 13                                  | John-Olof Hallman          | Suède        | 120,12       | 40,50 (11)                    | 079,62 (13)                   |
| 14                                  | Alexander Lyan             | Kazakhstan   | 095,87       | 35,97 (14)                    | 059,90 (14)                   |
| 15                                  | Manuel Drechsler           | Autriche     | 085,08       | 28,62 (15)                    | 056,46 (16)                   |
| 16                                  | Timothee Manand            | Belgique     | 082,36       | 25,06 (16)                    | 057,30 (15)                   |

### Individuel femmes
L'épreuve s'est déroulée le 15 janvier pour le programme court et le 17 pour le programme libre avec 16 concurrents.
| Rang                                | Nom                     | Pays         | Total points | Points programme court (rang) | Points programme libre (rang) |
| ----------------------------------- | ----------------------- | ------------ | ------------ | ----------------------------- | ----------------------------- |
| Médaille d'or, Jeux olympiques      | Elizaveta Tuktamysheva  | Russie       | 173,10       | 61,83 (1)                     | 111,27 (1)                    |
| Médaille d'argent, Jeux olympiques  | Adelina Sotnikova       | Russie       | 159,08       | 59,44 (2)                     | 099,64 (3)                    |
| Médaille de bronze, Jeux olympiques | Li Zijun                | Chine        | 157,70       | 50,92 (3)                     | 106,78 (2)                    |
| 4                                   | Park So-youn            | Corée du Sud | 136,60       | 48,37 (5)                     | 088,23 (4)                    |
| 5                                   | Anaïs Ventard           | France       | 136,08       | 49,85 (4)                     | 086,23 (6)                    |
| 6                                   | Risa Shoji              | Japon        | 135,02       | 47,29 (6)                     | 088,03 (5)                    |
| 7                                   | Jordan Bauth            | États-Unis   | 123,39       | 42,33 (7)                     | 081,06 (7)                    |
| 8                                   | Tina Stürzinger         | Suisse       | 113,55       | 40,63 (8)                     | 072,92 (8)                    |
| 9                                   | Darin Khussein          | Ukraine      | 109,31       | 39,77 (10)                    | 069,54 (11)                   |
| 10                                  | Chantelle Kerry         | Australie    | 108,99       | 37,51 (11)                    | 071,48 (9)                    |
| 11                                  | Nicol Cristini          | Italie       | 105,44       | 39,87 (9)                     | 065,57 (12)                   |
| 12                                  | Evelina Viljanen        | Finlande     | 101,10       | 29,73 (16)                    | 071,37 (10)                   |
| 13                                  | Nina Larissa Wolfslast  | Autriche     | 096,26       | 34,45 (12)                    | 061,81 (13)                   |
| 14                                  | Myrtel Saldeen Olofsson | Suède        | 092,54       | 33,57 (14)                    | 058,97 (14)                   |
| 15                                  | Sindra Kriisa           | Estonie      | 092,43       | 34,43 (13)                    | 058,00 (15)                   |
| 16                                  | Lieselotte Swerts       | Belgique     | 085,57       | 30,73 (15)                    | 054,84 (16)                   |

### Couples
L'épreuve s'est déroulée le 14 janvier pour le programme court et le 16 pour le programme libre avec 5 couples en compétition.
| Rang                                | Nom                                   | Pays       | Total points | Points programme court (rang) | Points programme libre (rang) |
| ----------------------------------- | ------------------------------------- | ---------- | ------------ | ----------------------------- | ----------------------------- |
| Médaille d'or, Jeux olympiques      | Yu Xiaoyu Jin Yang                    | Chine      | 153,82       | 51,79 (1)                     | 102,03 (1)                    |
| Médaille d'argent, Jeux olympiques  | Lina Fedorova Maxim Mroshkin          | Russie     | 134,19       | 49,32 (2)                     | 084,87 (2)                    |
| Médaille de bronze, Jeux olympiques | Anastasia Dolidze Vadim Ivanov        | Russie     | 112,72       | 38,75 (3)                     | 073,97 (3)                    |
| 4                                   | Caitlin Belt Michael Johnson          | États-Unis | 109,61       | 38,65 (4)                     | 070,96 (4)                    |
| 5                                   | Ielizaveta Usmantseva Vladislav Lysov | Ukraine    | 095,35       | 34,81 (5)                     | 060,54 (5)                    |

### Danse sur glace
L'épreuve s'est déroulée le 15 janvier pour la danse courte et le 17 pour la danse libre avec 12 couples en compétition.
| Rang                                | Nom                                  | Pays               | Total points | Points danse courte (rang) | Points danse libre (rang) |
| ----------------------------------- | ------------------------------------ | ------------------ | ------------ | -------------------------- | ------------------------- |
| Médaille d'or, Jeux olympiques      | Anna Yanovskaya Sergey Mozgov        | Russie             | 146,96       | 60,19 (1)                  | 86,77 (1)                 |
| Médaille d'argent, Jeux olympiques  | Aleksandra Nazarova Maxim Nikitin    | Ukraine            | 131,68       | 57,44 (2)                  | 74,24 (2)                 |
| Médaille de bronze, Jeux olympiques | Maria Simonova Dmitri Dragun         | Russie             | 125,22       | 54,11 (3)                  | 71,11 (3)                 |
| 4                                   | Rachel Parsons Michael Parsons       | États-Unis         | 114,22       | 44,69 (4)                  | 69,53 (4)                 |
| 5                                   | Estelle Elizabeth Romain Le Gac      | France             | 106,42       | 42,60 (6)                  | 63,82 (5)                 |
| 6                                   | Karina Uzurova Ilias Ali             | Kazakhstan         | 102,77       | 43,71 (5)                  | 59,06 (6)                 |
| 7                                   | Jana Cejkova Alexandr Sinicyn        | République tchèque | 092,72       | 37,38 (8)                  | 55,34 (7)                 |
| 8                                   | Jasmine Tessari Stefano Colafato     | Italie             | 088,15       | 38,00 (7)                  | 50,15 (8)                 |
| 9                                   | Christine Smith Simon Eisenbauer     | Autriche           | 078,26       | 32,22 (9)                  | 46,04 (9)                 |
| 10                                  | Eugenia Tkatsjenka Joeri Goelitski   | Biélorussie        | 074,56       | 31,90 (10)                 | 42,66 (11)                |
| 11                                  | Millie Paterson Edward Carstairs     | Grande-Bretagne    | 071,05       | 30,70 (11)                 | 40,35 (12)                |
| 12                                  | Victoria-Laura Lohmus Andrei Davodov | Estonie            | 070,78       | 26,67 (12)                 | 44,11 (10)                |

### Compétition par équipes mixtes par CNO
L'épreuve est composée d'équipes transnationales composées chacune d’une femme, d’un homme et d’un couple de danseurs provenant de différents pays. Elle s'est déroulée le 21 janvier avec 8 équipes avec d'abord l'épreuve masculine ensuite l'épreuve féminine et enfin l'épreuve de danse sur glace.
| Rang                                | Noms                                                                  | Pays                             | Total Points (score) | Points Femmes (score) | Points Hommes (score) | Points Danse sur glace (score) |
| ----------------------------------- | --------------------------------------------------------------------- | -------------------------------- | -------------------- | --------------------- | --------------------- | ------------------------------ |
| Médaille d'or, Jeux olympiques      | Jordan Bauth Shoma Uno Eugenia Tkachenka / Yuri Gulitski              | États-Unis Japon Biélorussie     | 16 (234,92)          | 7 (77,84)             | 7 (112,72)            | 2 (44,36)                      |
| Médaille d'argent, Jeux olympiques  | Eveliina Viljanen Yaroslav Paniot Maria Simonova / Dmitri Dragun      | Finlande Ukraine Russie          | 16 (237,35)          | 6 (76,27)             | 4 (85,06)             | 6 (76,02)                      |
| Médaille de bronze, Jeux olympiques | Park So-youn Alexander Lyan Estelle Elizabeth / Romain Le Gac         | Corée du Sud Kazakhstan France   | 14 (224,17)          | 8 (96,84)             | 1 (60,45)             | 5 (66,88)                      |
| 4                                   | Sindra Kriisa Timofei Novaikin Aleksandra Nazarova / Maxim Nikitin    | Estonie France Ukraine           | 13 (236,52)          | 1 (58,52)             | 5 (99,56)             | 7 (78,44)                      |
| 5                                   | Tina Stürzinger Feodosi Efremenkov Millie Paterson / Edward Carstairs | Suisse Russie Grande-Bretagne    | 13 (234,61)          | 4 (73,46)             | 8 (117,13)            | 1 (44,02)                      |
| 6                                   | Myrtel Saldeen Olofsson Tino Olenius Anna Yanovskaya / Sergey Mozgov  | Suède Finlande Russie            | 13 (231,21)          | 2 (64,16)             | 3 (82,50)             | 8 (84,55)                      |
| 7                                   | Micol Cristini Lee June-hyoung Victoria-Laura Lohmus / Andrei Davodov | Italie Corée du Sud Estonie      | 12 (220,50)          | 3 (65,60)             | 6 (109,30)            | 3 (45,60)                      |
| 8                                   | Anaïs Ventard Carlo Vittorio Palermo Jana Cejkova / Aleksandr Sinicyn | France Italie République tchèque | 11 (206,52)          | 5 (76,09)             | 2 (75,71)             | 4 (54,72)                      |